# Ö3 Austria Top 40
Ö3 Austria Top 40 là tên Bảng xếp hạng đĩa đơn chính thức của Áo, được phát sóng hàng tuần vào thứ sáu trên kênh Hitradio Ö3, một trong số những đài phát thanh quốc gia của Áo. Nó bắt đầu được phát sóng ngày 26 tháng 11 năm 1968.
Từ năm 1968 đến 2007, những cái tên của chương trình là Disc Parade, Die Großen 10 von Ö3, Pop Shop, Hit wähl mit, Die Großen 10, Ö3 Top-30 và Ö3 Austria Top 40.
Đĩa đơn quán quân đầu tiên là "Das ist die Frage aller Fragen" của Cliff Richard. Đĩa đơn thành công nhất là "Candle in the Wind 1997" của Elton John. Đĩa đơn tiếng Áo thành công nhất là "Anton aus Tirol" của DJ Ötzi, và đó cũng là ca khúc có mặt trên Top 75 trong thời gian dài nhất.
Các đĩa đơn quán quân hàng tuần được phát hành bởi báo Musikmarkt (phát hành ở Đức, Áo và Thụy Sĩ) và kênh âm nhạc Áo go tv.